# Daniel Akpeyi
Daniel Akpeyi (Nnewi, 3 de agosto de 1986) é um futebolista profissional nigeriano que atua como goleiro, atualmente defende o Kaizer Chiefs.

## Carreira
Daniel Akpeyi fez parte do elenco da Seleção Nigeriana de Futebol nas Olimpíadas de 2016.